# Wojciech Kilar
Wojciech Kilar (17 de juliol de 1932 a Lwów, Polònia actualment Lviv, Ucraïna - Katowice 29 de desembre de 2013) fou un compositor de música clàssica i de cinema polonès. Va compondre la música de més de 160 films, i es va fer mundialment famós en participar en la pel·lícula El pianista signada pel seu compatriota Polanski, el que li va valer el 2002 d'un premi César a la millor composició, atorgat per l'Acadèmia de Cinema francès. Pertany (juntament amb Krzysztof Penderecki i Henryk Górecki) a l'avantguarda polonesa dels anys 60.

## Biografia
El seu pare era ginecòleg i la seva mare era una actriu de teatre. Després de la deportació de la població polonesa el 1944, la família es va establir a Rzeszow, on el jove Kilar, estudiant de piano, va començar a familiaritzar-se amb l'obra de Ravel, Debussy i Szymanowski. El 1948 es va instal·lar a Katowice, on fixaria la seva residència i on entre 1955 i 1958 va ampliar els seus estudis de piano i composició amb Bolesław Woytowicz, que el va marcar profundament. D'aquella època data també la seva primera obra publicada, Mala uwertura (Petita obertura) (1955).
Cursà estudis de piano a algunes de les millors acadèmies de música del seu país, incloent-hi l'Acadèmia de Música de Katowice (Akademia Muzyczna w Katowicach). Posteriorment s'enquadraria dins dels moviments artístics avantguardistes, participant el 1957 en els Curs d'Estiu per a una Música Nova a Darmstadt (oest d'Alemanya). El 1959 es traslladà a París per estudiar amb Nadia Boulanger al seu conservatori. Va començar la seva carrera musical com un versàtil compositor neoclassicista, tan hàbil en l'escriptura polifònica que havia estudiat amb Woytowicz com en les complexitats de la simfonia concertant.
A partir de 1962 va començar a interessar-se per les tècniques més innovadores (Riff 62) i la música vocal (Diphthongos, de 1964 i Upstairs/Downstairs, de 1971). La seva producció d'aquella època, que una crítica ha qualificat de "constructivisme sonorista", va establir la seva reputació com un dels principals músics d'avantguarda de Polònia. En aquest període va compondre també un ballet inspirat en l'obra de Poe, Maska czarnej smierci (La màscara de la mort negra) (1961).
No obstant això, en els setanta va simplificar el seu estil compositiu i va començar a escriure obres inspirades en el folklore (Krzesany, Siwa mgla, Orawa) que es van incorporar als repertoris internacionals i amb els quals va recollir un èxit apreciable. També va començar a crear música sacra (Bogurodzica (La mare de Déu), Angelus o Victoria).

## Música per al cinema
Ja havent rebut èxit de la crítica com a compositor clàssic, Kilar compongué la seva primera banda sonora pel film Lunatycy el 1959, i de llavors ençà ha escrit la música per a pel·lícules d'alguns dels directors polonesos més aclamats, incloent-hi Krzysztof Kieslowski, Krzysztof Zanussi, Kazimierz Kutz i Andrzej Wajda.
Ha treballat en més de 100 títols al seu país, incloent els internacionalment reconeguts Bilans Kwartalny (1975), Spirala (1978), Constans (1980), Imperativ (1982), Rok Spokojnego Slonca (1984), i Zycie za Zycie (1991).
També ha treballat amb directors francesos i d'altres parts d'Europa, fins que Francis Ford Coppola li oferia el seu debut en llengua anglesa amb la seva adaptació vibrant de Dràcula, de Bram Stoker (Bram Stoker's Dracula) (1992).
Les altres creacions en llengua anglesa, el trio de Roman Polanski La mort i la donzella (1994), La novena porta (1999) i El pianista (The Pianist) (2002), i la de Jane Campion The Portrait of a Lady (1996), eren caracteritzats pels seus baixos i cel·los molt propis, temes profundament romàntics i amb progressions d'acords minimalistes. Malgrat aquestes incursions, la majoria dels seus treballs en els darrers anys ha estat per a pel·lícules poloneses dirigides o per Zanussi o per Wajda.
A més a més de la seva obra per al cinema, Kilar va continuar escrivint i publicant treballs purament clàssics, dels quals cal destacar una sonata per a trompa, una peça per a un quintet de vent, diverses peces per a orquestra de cambra i cor, els aclamats Baltic Canticles, l'èpica Èxode (famosa per ser la música del tràiler de La llista de Schindler), i un dels seus últims treballs, un concert per a piano i orquestra dedicat a Peter Jablonski.
Al maig de 2012 Kilar va rebre l'Ordre de l'Àguila Blanca, el reconeixement més alt que atorga l'estat polonès.

## Obres

### Selecció de música per al cinema
- Nikt nie woła (Nobody's calling) (1960)
- Spotkanie w "Bajce" (Café From The Past) (1962)
- Tarpany (Wild Horses) (1962)
- Głos z tamtego świata (Voice from beyond) (1962)
- Milczenie (Silence) (1963)
- Trzy kroki po ziemi (Three steps on Earth) (1965)
- Salto (Somersault) (1965)
- Piekło i niebo (Hell and heaven) (1966)
- Bicz boży (God's whip) (1967)
- The Doll (Lalka) (1968)
- Sol Ziemi Czarnej (1969)
- Rejs (Cruise) (1970)
- Perla w Koronie (1971)
- Bolesław Śmiały (King Boleslaus the Bold) (1972)
- Opętanie (Obsession) (1973)
- Zazdrość i Medycyna (1973)
- Bilans Kwartalny (A Woman's Decision) (1974)
- Ziemia obiecana (The Promised Land) (1974)
- Smuga cienia (The shadow line) (1976)
- Trędowata (1976)
- Ptaki ptakom (Bords to birds) (1977)
- Barwy ochronne (Camouflage) (1977)
- Spirala (Spiral) (1978)
- Rodzina Połanieckich (TV series) (1978)
- Le Roi et l'Oiseau (The King and the Mockingbird) (1980)
- From a Far Country (1981)
- Przypadek (Blind chance) (1982)
- Paradigma (1985)
- Kronika wypadków miłosnych (Chronicle of Amorous Events) (1986)
- Salsa (1988)
- Gdzieśkolwiek jest, jesliś jest (Wherever you are, if you are) (1988)
- Stan posiadania (Inventory) (1989)
- Napoléon et l'Europe (minisèrie TV) (1991)
- Życie za życie (about Maximilian Kolbe) (1991)
- Bram Stoker's Dracula (1992)
- Dotknięcie ręki (A touch of the hand) (1992)
- Death and the Maiden (1994)
- Cwał (In Full Gallop) (1995)
- The Portrait of a Lady (1996)
- Deceptive Charm (1996)
- Brat naszego Boga (Our God's brother) (1997)
- The Truman Show (1998) (parts from Requiem Father Kolbe)
- The Ninth Gate (1999)
- Pan Tadeusz (1999)
- Life as a Fatal Sexually Transmitted Disease (2000)
- Le Pianiste (2002)
- Zemsta (The Revenge) (2002)
- We Own the Night (2007)
- Il Sole Nero (2007)

### Orquestral
- Small Overture (1955), for the Youth Festival, 1955
- Symphony for Strings (Symphony No. 1, 1955)
- Ode Béla Bartók in memoriam, for violin, brass, and percussion (1956)
- Riff 62 (1962)
- Generique (1963)
- Springfield Sonnet (1965)
- Krzesany, for orchestra (1974)
- Kościelec 1909, for orchestra (1976)
- Orawa, for string orchestra (1988)
- Choralvorspiel (Choral Prelude), for string orchestra, (1988)
- Requiem Father Kolbe, for symphony orchestra (1994)
- Symphony No. 3 "September Symphony" for orchestra (2003)
- Ricordanza" (2005)
- Uwertura uroczysta [Solemn Overture] for orchestra (2010)

### Orquestral, amb solistes o acompanyament instrumental i vocal
- Symphony Concertante, for piano and orchestra (Symphony No. 2, 1956)
- Prelude and Christmas Carol, for four oboes and string orchestra (1972)
- Bogurodzica, for mixed choir and orchestra (1975)
- Siwa mgła, for baritone and orchestra (1979)
- Exodus, for mixed choir and orchestra (1981)
- Victoria, for mixed choir and orchestra (1983)
- Angelus, for symphony orchestra, soprano, and mixed choir (1984)
- Piano Concerto No.1 (1996)
- Missa Pro Pace, for orchestra, chorus, and soloists (2000)
- Symphony No. 4 "Sinfonia de Motu" (Symphony of Motion), for orchestra, chorus, and soloists (2005)
- Magnificat, for orchestra, chorus, and soloists (2007)
- Symphony No. 5 "Advent Symphony", for orchestra, chorus, and soloists (2007)
- Te Deum, for orchestra, chorus, and soloists (2008)
- Veni Creator, for mixed chorus and strings (2008)
- Piano Concerto No.2 (2011)

### Coral
- Lament, for mixed unaccompanied choir (2003)
- Paschalis Hymn for chorus (2008)

### Cambra
- Flute Sonatina (1951)
- Woodwind Quintet (1952)
- Horn Sonata (1954)
- Training 68, for clarinet, trombone, and piano (1968)
- Orawa, arr. for 8 Cellos
- Orawa, arr. for 12 Saxophones (2009)

### Piano
Nombroses peces per a piano